# إدوارد ماير
إدوارد ماير (بالإنجليزية: J. Edward Meyer)‏ (و. 1935 – م) هو سياسي، من الولايات المتحدة الأمريكية، ولد في مدينة نيويورك، هو عضوٌ في الحزب الديمقراطي الأمريكي، والحزب الجمهوري.

## مناصب
تولى منصب عضو مجلس ولاية كونيتيكت.

## التعليم
تعلم في جامعة ييل، وكلية ييل للحقوق.